# Rural Retreat
Rural Retreat és una població dels Estats Units a l'estat de Virgínia. Segons el cens del 2000 tenia 1.350 habitants.

## Demografia
Segons el cens del 2000, Rural Retreat tenia 1.350 habitants, 570 habitatges, i 399 famílies. La densitat de població era de 231,7 habitants per km².
Dels 570 habitatges en un 29,6% hi vivien nens de menys de 18 anys, en un 56,1% hi vivien parelles casades, en un 11,6% dones solteres, i en un 30% no eren unitats familiars. En el 25,4% dels habitatges hi vivien persones soles el 13,2% de les quals corresponia a persones de 65 anys o més que vivien soles. El nombre mitjà de persones vivint en cada habitatge era de 2,37 i el nombre mitjà de persones que vivien en cada família era de 2,84.
Per edats la població es repartia de la següent manera: un 22,7% tenia menys de 18 anys, un 9,7% entre 18 i 24, un 27,7% entre 25 i 44, un 23,6% de 45 a 60 i un 16,3% 65 anys o més.
L'edat mediana era de 38 anys. Per cada 100 dones de 18 o més anys hi havia 85,3 homes.
La renda mediana per habitatge era de 29.141$ i la renda mediana per família de 41.776$. Els homes tenien una renda mediana de 27.198$ mentre que les dones 21.128$. La renda per capita de la població era de 15.993$. Entorn del 7,7% de les famílies i l'11,2% de la població estaven per davall del llindar de pobresa.

## Poblacions més properes
El següent diagrama mostra les poblacions més properes.